# Марильянелла
Марильянелла (італ. Mariglianella, сиц. Marigghianedda) — муніципалітет в Італії, у регіоні Кампанія, метрополійне місто Неаполь.
Марильянелла розташована на відстані близько 200 км на південний схід від Рима, 18 км на північний схід від Неаполя.
Населення — 7749 осіб (2014).
Щорічний фестиваль відбувається 27 грудня. Покровитель — San Giovanni Evangelista.

## Демографія
Населення за роками:

Станом на 1 січня 2023 року в муніципалітеті офіційно проживало 227 іноземців з 21 країни, серед них 25 громадян країн Євросоюзу та 56 громадян України.

## Сусідні муніципалітети
- Брушано
- Марильяно